# Communauté de communes Salanque - Méditerranée
La Communauté de communes Salanque - Méditerranée est une ancienne communauté de communes française, située dans les départements des Pyrénées-Orientales (et de l'Aude depuis l'intégration de Fitou), dans la région Occitanie.

## Historique
Elle est créée le 23 décembre 1996. Elle accueille depuis le 1er janvier 2012 la commune audoise de Fitou, qui a refusé d'intégrer la communauté d'agglomération du Grand Narbonne à la suite de la dissolution de la communauté de communes Corbières en Méditerranée. Le 1er janvier 2017, elle fusionne avec la communauté de communes des Corbières pour créer la communauté de communes Corbières Salanque Méditerranée.

## Composition
La communauté comprend trois communes des Pyrénées-Orientales, ainsi que Fitou, située dans l'Aude.
| Nom               | Code Insee | Gentilé     | Superficie (km2) | Population (dernière pop. légale) | Densité (hab./km2) |
| ----------------- | ---------- | ----------- | ---------------- | --------------------------------- | ------------------ |
| Claira (siège)    | 66050      | Clairanencs | 19,34            | 3 983 (2014)                      | 206                |
| Fitou             | 11144      | Fitounais   | 30,25            | 1 030 (2014)                      | 34                 |
| Pia               | 66141      | Pianencs    | 13,18            | 8 519 (2014)                      | 646                |
| Salses-le-Château | 66190      | Salséens    | 71,28            | 3 378 (2014)                      | 47                 |

## Démographie
| 2011   | 2012   | 2013   | 2014   |
| ------ | ------ | ------ | ------ |
| 15 636 | 15 951 | 16 482 | 16 910 |

## Compétences
La Communauté a pour objet d’associer ses communes membres au sein d’un espace de solidarité, en vue de l’élaboration d’un projet commun de développement et d’aménagement de l’espace. La Communauté exerce de plein droit les compétences dévolues par le Conseil Municipal dans les domaines suivants :
A/Obligatoires :
1°/Développement économique
-	Aménagement, entretien et gestion des zones d’activités industrielles commerciales ou tertiaires qui sont d’intérêt communautaire. Sont d’ d’intérêt communautaire toute zone d’activité créée à partir du 1er janvier 2007 et d’une superficie supérieure à 30 hectares. La zone Carrefour Espace Roussillon ainsi que toutes zones et voiries à créer dans son périmètre, sont considérés d’intérêt communautaire.
2°/Aménagement de l’espace
-	L’aménagement du territoire est une compétence forte qui comprend la gestion de voiries communales et des travaux y afférents, notamment pour les zones commerciales. 
-	Participation à l’élaboration du SCOT de la Plaine du Roussillon, du schéma de secteur et du plan local d’aménagement concerté.
-	Création, aménagement, gestion et entretien des ZAC d’une superficie supérieure à 25 hectares.
B/Facultatives :
1°/Politique du logement et du cadre de vie
2°/Création, aménagement et entretien des voiries
3°/ Construction, entretien et fonctionnement d’équipements culturels, sportifs
4°/Transport, élimination et valorisation des déchets.
5°/Lutte contre la divagation des animaux errants.
6°/Aide au sport collectif de haut niveau
7°/Eclairage public
8°/Débroussaillage, élagage.